# Эверния растопыренная
Эве́рния растопы́ренная (лат. Evernia divaricata) — кустистый лишайник, вид рода Эверния (Evernia) семейства Пармелиевые (Parmeliaceae).

## Описание
Слоевище кустистое, бородоподобное, повисающее, мягкое, 8—40 см длины. Лопасти узкие (1—2 мм ширины), одинаково окрашенные со всех сторон, желтовато-, серовато- или бледно-зеленоватого, либо беловато-, серовато- или зеленовато-жёлтого цвета. Соредии отсутствуют. Апотеции развиваются довольно редко, до 3 мм, расположены по краям слоевищных лопастей, сидячие, с каштаново-коричневым плоским диском. Сумки 8-споровые, округлые. Споры удлинённо-округлые, бесцветные, толстостенные, 6×3—4 мкм, одноклеточные.

### Химический состав
Присутствуют вторичные метаболиты: диварикатовая и усниновая кислоты.

## Среда обитания и распространение
На коре стволов и ветвях деревьев хвойных, реже лиственных пород.
Встречается в Европе, Северной Америке, включая Мексику, арктической зоне.
В России в таёжных и горных районах европейской части России, на Урале, Кавказе, в Западной и Восточной Сибири, на Дальнем Востоке.

## Охранный статус
В России вид занесён в Красную книгу Архангельской области, Республики Башкортостан, Республики Бурятия, Вологодской области, Иркутской области, Республики Карелия, Кировской области, Красноярского края, Ленинградской области, Липецкой области, Республики Мордовия, Мурманской области, Нижегородской области, Новгородской области, Санкт-Петербурга, Республики Татарстан, Удмуртской республики, Челябинской области, Чувашской республики.